# Monda (geslacht)
Monda is een geslacht van vlinders van de familie van de zakjesdragers (Psychidae).

## Soorten
- Monda afra Bethune-Baker, 1927
- Monda bicolor Strand, 1911
- Monda brevicosta Bourgogne, 1976
- Monda delicatissima Walker, 1865
- Monda elegans Bourgogne, 1978
- Monda fragilissima Strand, 1911
- Monda immunda Joicey & Talbot, 1924
- Monda junctimacula Hampson, 1910
- Monda stupida Strand, 1913